# Siegfried Hönicke
Siegfried Hönicke (* 22. Mai 1935 in Brandis; † 3. März 2018 in Stahnsdorf) war ein deutscher Kameramann der DEFA.
Siegfried Hönicke wurde ab Anfang der 1960er Jahre als Kameramann diverser Kinderfilme aktiv. Bei Pirat mit Hindernissen, Die Regentrude und Die zertanzten Schuhe wirkte er auch am Drehbuch mit. Er arbeitete weiterhin bei Spielfilmen des Regisseurs Konrad Petzold. Bis zur Wiedervereinigung war er für über 40 Produktionen tätig.

## Filmografie (Auswahl)
- 1961–1963: Das Stacheltier (Kurzfilmreihe, 17 Folgen)
- 1962: Die Jagd nach dem Stiefel
- 1963: Die Glatzkopfbande
- 1963: Jetzt und in der Stunde meines Todes
- 1967: Geheimcode B/13
- 1968: 12 Uhr mittags kommt der Boß
- 1972: Der Mörder sitzt im Wembley-Stadion
- 1972: Liebe 2002
- 1975: Pirat mit Hindernissen (+ Drehbuch)
- 1976: Die Regentrude (+ Drehbuch)
- 1977: Die zertanzten Schuhe (+ Drehbuch)
- 1977: Der Hasenhüter
- 1980: Alma schafft alle
- 1980: Die Schmuggler von Rajgrod
- 1981: Martin XIII. (Fernsehfilm)
- 1984: Mensch, Oma (Miniserie, 4 Folgen)
- 1989: Die fliegende Oma (Kurzfilm)